# Ángela Pradelli
Ángela Pradelli (* 26. Oktober 1959 in Buenos Aires) ist eine argentinische Schriftstellerin. Ihr Werk umfasst Lyrik, Romane und Essays. Außerdem unterrichtet sie Literatur und ist als Fachautorin für Bildungsfragen tätig.

## Leben
1999 gewann Ángela Pradelli den ersten Preis des Concurso Interamericano de Cuentos de la Fundación Avón. 2002 gewann sie für ihren Roman Amigas mías den Premio Emecé, 2004 die Auszeichnung «Beca Nacional para Escritores.» Im gleichen Jahr sicherte sich Pradelli für ihr Werk El lugar del padre den Premio Clarín de Novela, einen von der gleichnamigen argentinischen Zeitung ausgeschriebenen Preis. 2005 und 2007 wurden ihre journalistischen Fachartikel von der Asociación de Entidades Periodísticas Argentinas (ADEPA) ausgezeichnet.
Dank Unterstützung des Fondo Nacional de las Artes weilte Pradelli als Writer in Residence am Atlantic Center for the Arts in Florida. 2010 gastierte sie auf Einladung der Stiftung Pro Helvetia als Writer in Residence in der Schweiz. Von Juni bis November 2012 weilte Ángela Pradelli als Writer in Residence des Literaturhauses Zürich und der Stiftung PWG in Zürich.

## Werke
Romane
- Amigas mías. Emecé, Buenos Aires 2002, ISBN 950-04-2386-3.
  - Übersetzung: Unter Freundinnen. Aus dem Spanischen von Marion Dick. Rotpunktverlag, Zürich 2014.
- Turdera. Emecé, Buenos Aires 2003, ISBN 950-04-2483-5.
- El lugar del padre. Alfaguara, Buenos Aires 2004, ISBN 950-782-513-4.
  - Übersetzung: Das Haus des Vaters. Aus dem Spanischen von Marion Dick. Rotpunktverlag, Zürich 2012.
- Combi. Emecé, Buenos Aires 2008, ISBN 978-950-04-3094-4.

Essays
- Libro de lectura. Emecé, Buenos Aires 2006, ISBN 978-950-04-2759-3.
- Un día entero. Ed. del Dock, Buenos Aires 2008, ISBN 978-987-559098-4.
- La búsqueda del lenguaje, Experiencias de transmisión. Paidós, Buenos Aires 2011, ISBN 978-950-12-1530-4.

Anthologien
- La Biblia. Según veinticinco escritores argentinos. Emecé, Buenos Aires 2009, ISBN 978-950-04-3207-8. (Hrsg. Ángela Pradelli und Esther Cross).